# Maestranza (cinema)
Con il termine  maestranze  nel cinema si indicano le figure professionali come i macchinisti, gli elettricisti, gli attrezzisti, i pittori, i falegnami. 
In un set sono suddivisi in squadre, ognuna delle quali ha un caposquadra che risponde al caporeparto, che a sua volta risponde al direttore di produzione.